# تنك تهر
 تنك تهر  بالفارسية (تَنگ تَـهر) قرية صغيرة تـتبع لـالبلدة المركزية (بالفارسية: بخش مركزى ) من توابع مدينة بستك إحدى قرى « إقليم گودة»، وتقع في محافظة هرمزگان في جنوب إيران.

## حدود قرية تنك تهر
حدود تنك تهر: من الشمال: (جاه دزدان)، ومن الجنوب جاه قیل، ومن الغرب « زنكارد »، ومن الشرق تنتهي بـقرية مورد.

## السكان
يبلغ عدد سكان هذه القرية حسب تعداد السكان لعام 2006 للميلاد، (95) نسمه تشكل (18 عائلة)، من أهل السنة والجماعة وعلى المذهب الشافعي. يتكلون الفارسية باللهجة المحلية. لهم مسجد ومدرسة مشتركة، ومجموعة من البرك لحفظ مياه الأمطار إذا سالت الأودية، و500 نخلة مثمرة. معظم أهل القرية مزارعون.

## وصلات خارجية
- التقسيمات الإدارية لمحافظة هرمزگان